# Issus (râu)

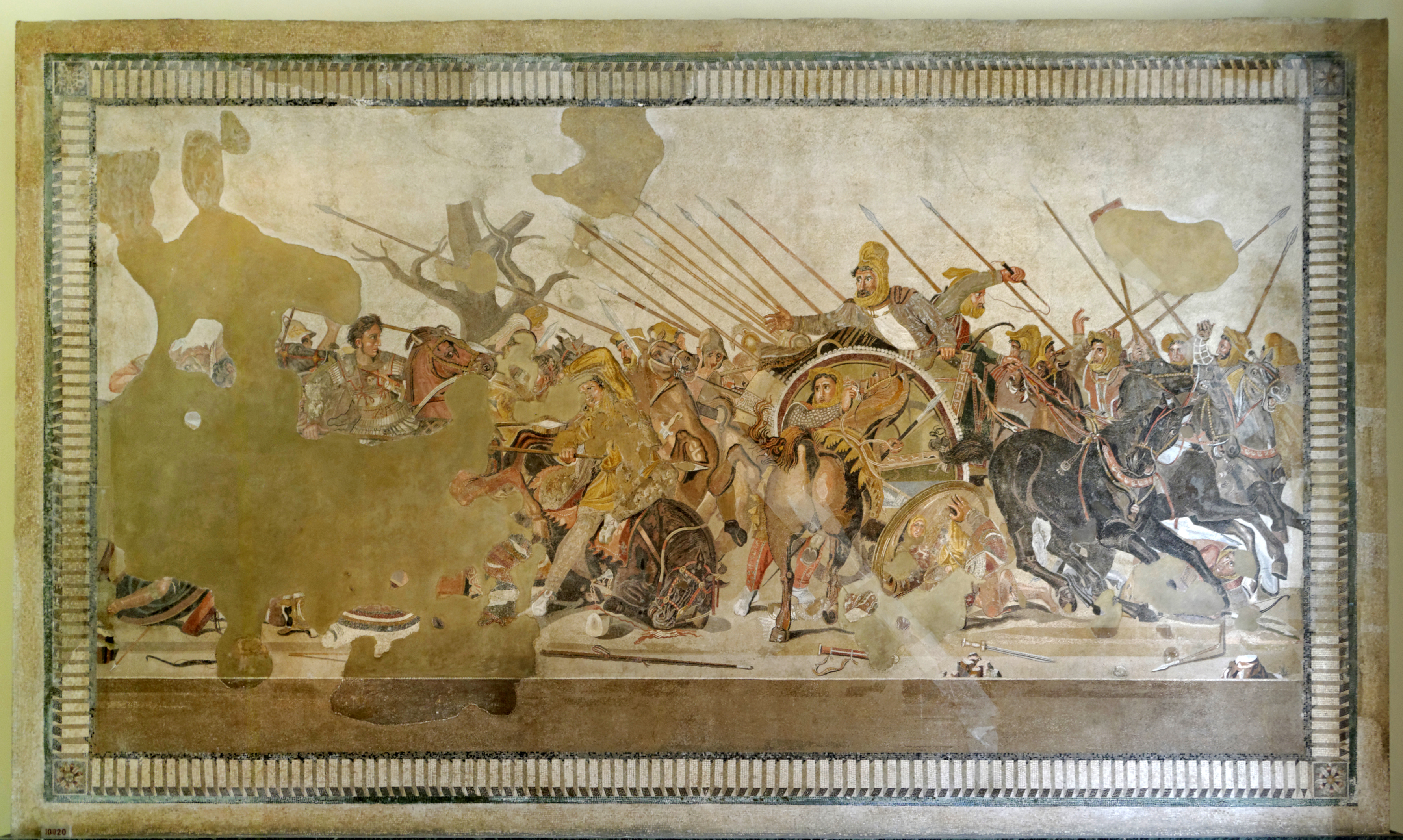

Issus sau Issos este un râu din Cilicia, Asia Minor, unde Alexandru cel Mare l-a învins pe Darius în 333 î.Hr..